# Чинаг, Галсан
Галсан Чинаг (монг. Чинагийн Галсан, тув. Иргит Шыныкай оглу Чурук-уваа, нем. Galsan Tschinag; 26 декабря 1944, аймак Баян-Улгий) — монгольский писатель, пишет преимущественно на немецком языке. По происхождению — монгольский тувинец, то есть происходит из той части территории расселения тувинцев, что находится на территории Монголии за пределами собственно Тувы. Народный писатель Республики Тыва (2003). Герой Труда Монголии (2023).
Известный во всём мире публицист, ученый, первый германист Монголии, лауреат престижных литературных премий, заслуженный писатель Тувы. Хорошо знаком тувинскому читателю, благодаря публикациям в литературном альманахе «Улуг-Хем».

## Биография
Сын тувинского шамана. В 1962—1968 учился германистике в Университете Карла Маркса в Лейпциге (тогда — ГДР). Писал диплом под руководством Эрвина Штриттматтера, затем преподавал немецкий язык в МонГУ. В 1976 был лишен права на преподавание за политическую неблагонадежность. В 1980 пережил тяжелое сердечное заболевание, излечился, по его свидетельству, только благодаря собственному шаманскому дару.
В 2001 году Галсан Чинагийн впервые в этом столетии осуществил караванный переход на верблюдах из Центральной Монголии в Баян-Ульгийский аймак. 30 семей этнических тувинцев преодолели пустыню Гоби и 2 тысячи километров пути за 2 месяца. Сто сорок верблюдов, закупленных на личные средства господина Чинагийна, помогли людям преодолеть поход, в результате которого они воссоединились с родственниками.
Живет в Улан-Баторе, часто бывает в Германии. Активно отстаивает права тувинского меньшинства в Монголии.

## Произведения
- 1981 — Eine tuwinische Geschichte und andere Erzählungen
- 1993 — Das Ende des Liedes
- 1994 — Der blaue Himmel
- 1995 — Zwanzig und ein Tag
- 1996 — Nimmer werde ich dich zähmen können
- 1997 — Die Karawane
- 1997 — Im Land der zornigen Winde
- 1997 — Der siebzehnte Tag
- 1999 — Die graue Erde
- 1999 — Der Wolf und die Hündin
- 2000 — Der weiße Berg
- 2001 — Dojnaa
- 2002 — Tau und Gras
- 2004 — Das geraubte Kind
- 2008 — Das Menschenwild
- 2008 — Die Rückkehr

## Признание
- Герой Труда Монголии (2023)[1]
- Орден «За заслуги перед Федеративной Республикой Германия» (2002, Германия)
- Орден Республики Тыва (2018, Республика Тыва, Россия)[2][3].
- Народный писатель Республики Тыва (2003)[4]
- Премия имени Адельберта фон Шамиссо (1992)
- Литературная премия Хаймито фон Додерера (2001)
- Широко известен в Европе, его стихи и романы переведены на английский, французский, итальянский, нидерландский языки.